# Dahlia flavicostalis
Dahlia flavicostalis är en fjärilsart som beskrevs av Rothschild 1916. Dahlia flavicostalis ingår i släktet Dahlia och familjen nattflyn. Inga underarter finns listade i Catalogue of Life.